# 33rd Street (PATH)
33rd Street è una stazione della Port Authority Trans-Hudson situata a Midtown Manhattan, New York. Fu aperta il 10 novembre 1910.